# Triuncina huttoni
Triuncina huttoni är en fjärilsart som beskrevs av Ww. 1847. Triuncina huttoni ingår i släktet Triuncina och familjen silkesspinnare. Inga underarter finns listade i Catalogue of Life.